# جيريمي كينغ
جيريمي كينغ (بالإنجليزية: Jeremy King)‏ هو مؤرخ وكاتب أمريكي، ولد في 21 مارس 1963.